# Сан Фернандо (Испания)
Сан Фернандо (на испански: San Fernando) е град в южна Испания, част от провинция Кадис на областта Андалусия. Населението му е около 95 000 души (2020).
Разположен е на 8 метра надморска височина в Андалуската низина, между Кадиския залив и Атлантическия океан и на 10 километра югоизточно от центъра на Кадис. Селището съществува от Античността, а през 1264 година е завладяно от Кралство Кастилия. През Наполеоновите войни Сан Фернандо и съседният Кадис са единствените испански градове, които не са завзети от французите.

## Известни личности
Родени в Сан Фернандо
- Ан Идалго (р. 1959), френски политик